# Asilus longiusculus
Asilus longiusculus är en tvåvingeart som beskrevs av Walker 1855. Asilus longiusculus ingår i släktet Asilus och familjen rovflugor. Inga underarter finns listade i Catalogue of Life.